# Hestina subviridis
Hestina subviridis är en fjärilsart som beskrevs av John Henry Leech 1891. Hestina subviridis ingår i släktet Hestina och familjen praktfjärilar. Inga underarter finns listade i Catalogue of Life.